# Maria Brauns ægteskab
Maria Brauns ægteskab (tysk: Die Ehe der Maria Braun) er en tysk spillefilm fra 1979 instrueret af Rainer Werner Fassbinder med Hanna Schygulla i hovedrollen.
Filmen handler om den unge Maria, der under anden verdenskrig bliver gift med Hermann Braun, der kortvarigt er hjemme på orlov. Gennem parrets adskillelse og Marias insisteren på sin evige kærlighed til Hermann præsenterer Fassbinder tilskueren for sit noget pessimistisk syn på efterkrigstidens Vesttyskland og begyndelsen af landets Wirtschaftswunder. Filmen, der blev den første af instruktørens såkaldte "Vesttysklandstrilogi", blev en af Fassbinders mest roste og populære, og den gav resten af verden en ide om, hvad tysk film stod for i de år. Desuden slog den Hanna Schygullas plads som en af Fassbinders mest centrale skuespillere fast. 

## Handling
Maria (Hanna Schygulla) bliver under anden verdenskrig gift med soldaten Hermann Braun (Klaus Löwitsch), der kortvarigt er hjemme på orlov. Parret får kun få timer sammen, inden Hermann igen skal af sted til fronten. Maria venter nu på sin Hermann, men da krigen er slut kommer han ikke hjem, og Willi (Gottfried JOhn), som er gift med Marias barndomsveninde Betti (Elisabeth Trissenaar), fortæller hende, at Hermann er død. 
Maria tror inderst inde ikke på det, og mens hun venter på Hermann, arbejder hun på en bar for amerikanske soldater. Her møder hun afroamerikaneren Bill (George Byrd), som hun får et forhold til, og hun bliver gravid med ham. En dag, hvor Bill og Maria er på vej i seng med hinanden, dukker Hermann, der altså ikke var død, op og ser dem sammen. Hermann og Bill kommer op at slås, og Maria slår Bill i hovedet med en flaske, hvorved han dør. Maria kommer for retten, men Hermann, der finder ud af, hvor meget Maria elsker ham, tager skylden for drabet og kommer i fængsel. 
Maria får nu foretaget en abort, og på vejen hjem møder hun den velhavende forretningsmand Karl Oswald (Ivan Desny), som bliver betaget af hende og tilbyder hende et job som privatsekretær og snart som elskerinde. Maria besøger Hermann i fængslet og fortæller ham om udviklingen, men forsikrer ham om, at hun elsker ham, og at de skal begynde et liv sammen, når han kommer ud. 
Snart viser Maria sin sans for forretning og kommer til at tjene godt, og hun køber et hus. I mellemtiden opsøger Oswald Hermann i fængslet og tilbyder, at Hermann og Maria skal arve ham, hvis blot han forlader hende, når han bliver fri. Ingen af dem fortæller Maria om arrangementet, og da han kommer ud, rejser Hermann til Canada, men sender hver måned en rød rose til Maria for at minde hende om deres kærlighed. Da Oswald, der er uhelbredeligt syg, dør, vender Hermann hjem til Tyskland. Da Oswalds regnskabsfører Senkenberg (Hark Bohm) og en eksekutor kommer til Marias hus for at bekendtgøre testamentet, finder Maria ud af mændenes aftale, og i vildrede over denne viden, vil hun tænde en cigaret ved komfuret. Imidlertid havde hun glemt at lukke for gassen, da hun tændte den forrige cigaret, og der opstår en eksplosion, der koster hende livet.

## Medvirkende
- Hanna Schygulla – Maria Braun
- Klaus Löwitsch – Hermann Braun
- Ivan Desny – Karl Oswald
- Gisela Uhlen – Marias mor
- Elisabeth Trissenaar – Betti Klenze, Marias veninde
- Gottfried John – Willi Klenze, Bettis mand
- Hark Bohm – Senkenberg, Oswalds regnskabsfører
- George Byrd – Bill, amerikansk soldat
- Günter Lamprecht – Hans Wetzel, Marias mors kæreste
- Lilo Pempeit – Fru Ehmke, sekretær for Maria
- Claus Holm – Læge